# Manteltarifvertrag für Arbeiter der Länder
| Basisdaten                                               | Basisdaten                                  |
| -------------------------------------------------------- | ------------------------------------------- |
| Titel:                                                   | Mantel-Tarifvertrag für Arbeiter der Länder |
| Abkürzung:                                               | MTL II                                      |
| Unterzeichnung:                                          | 27. Februar 1964                            |
| Inkrafttreten:                                           | 1. April 1964                               |
| Letzte Änderung durch: 1)                                |                                             |
| Inkrafttreten der letzten Änderung: 1)                   |                                             |
| Außerkrafttreten:                                        | 29. Februar 1996                            |
| 1) Bitte beachten Sie den Hinweis zur geltenden Fassung! |                                             |

Der MTL II – Manteltarifvertrag für Arbeiter der Länder war von 1964 bis 1996 in Deutschland die tarifvertragliche Grundlage für die der Arbeiterrentenversicherung unterliegenden Beschäftigten der Länder mit Ausnahme Berlins und Bremens, die jeweils eigene Tarifverträge hatten.
Vertragspartner waren die Tarifgemeinschaft deutscher Länder (TdL) und die Gewerkschaft Öffentliche Dienste, Transport und Verkehr (ÖTV), eine der Vorgängergewerkschaften von Verdi.
Der MTL II wurde zum 1. März 1996 gemeinsam mit dem inhaltlich weitgehend identischen Mantel-Tarifvertrag für Arbeiter des Bundes (MTB II) durch den Manteltarifvertrag für Arbeiterinnen und Arbeiter des Bundes und der Länder (MTArb) abgelöst.
Grund für die Zusammenführung der beiden Tarifverträge waren die dadurch möglichen Vereinfachungen in der Tarifarbeit, da zukünftig nur noch Verhandlungen für einen Tarifvertrag geführt werden mussten.